# Antipolo
Thành phố Antipolo (tiếng Philippines: Lungsod ng Antipolo) là đô thị loại 1 ở tỉnh Rizal, Philippines. Gần đây người ta đã chọn thành phố này làm thủ phủ của tỉnh Rizal; tuy nhiên trụ sở chính quyền tỉnh vẫn ở thành phố Pasig ở Vùng đô thị Manila vốn là cựu thủ phủ. Theo điều tra dân số năm 2000, thành phố này có 470.866 dân và 97.415 hộ với diện tích 306,10 km2.

## Cá barangay
Thành phố Antipolo có 16 barangay.
| Barangay          | Diện tích (ha.) | Dân số (2000) | Mật độ Người/ha |
| ----------------- | --------------- | ------------- | --------------- |
| Bagong Nayon      | 301,34          | 33.787        | 112,12          |
| Beverly Hills     | 28,76           | 1.973         | 68,60           |
| Calawis           | 5.581,12        | 2.510         | 0,45            |
| Cupang            | 1.568,23        | 56.131        | 35,79           |
| Dalig             | 406,48          | 31.109        | 76,53           |
| Dela Paz (Pob.)   | 597,99          | 45.185        | 75,56           |
| Inarawan          | 959,9           | 11.040        | 11,50           |
| Mambugan          | 368,21          | 31.305        | 85,02           |
| Mayamot           | 540,74          | 40.784        | 75,42           |
| Muntindilao       | 473,11          | 7.922         | 16,74           |
| San Isidro (Pob.) | 479,7           | 39.242        | 81,81           |
| San Jose (Pob.)   | 13.787,77       | 55.136        | 4,00            |
| San Juan          | 3.327,69        | 5.583         | 1,68            |
| San Luis          | 502,99          | 37.667        | 74,89           |
| San Roque (Pob.)  | 723,25          | 36.431        | 50.37           |
| Santa Cruz        | 725,52          | 35.061        | 48.33           |